# Cadiñanos
Cadiñanos es una localidad independiente y una entidad local menor situada en la provincia de Burgos, comunidad autónoma de Castilla y León (España), comarca de Las Merindades, partido judicial de Villarcayo, ayuntamiento de Trespaderne.

## Geografía
Situado en la carretera autonómica BU-550 es un pequeño pueblo situado en las merindades Burgalesas, comarca al norte de la provincia de Burgos de Trespaderne a Bilbao por el puerto de Angulo. Es principalmente un pueblo agrícola y turístico.
En la actualidad viven de manera continua entre 50 y 60 personas, aumentado su población exponencialmente en épocas de vacaciones, o fines de semana.
Está situado a la orilla del Río Jerea, en el cual hay construida una pequeña presa a su paso por la localidad. El pueblo pertenece al municipio de Trespaderne.

### Comunicaciones
Situado en la carretera autonómica BU-550 que discurre entre Trespaderne N-629 y el límite provincial (valle de Mena) con Álava en Arceniega, continuando bajo la denominación A2604.

## Demografía
En el padrón municipal de 2007 contaba con 51 habitantes.

## Historia
Sus orígenes datan del siglo X, y tiene como principales monumentos una iglesia románica (Iglesia San Pelayo) y un castillo medieval (Casa Solariega Las Torres) perteneciente a la familia Medina Rosales de interés artístico. Lamentablemente hoy en día se encuentra en estado de ruinas y solo se mantienen en pie dos de las cuatro torres que llegó a tener.

## Parroquia
Iglesia católica de San Pelayo  dependiente de la parroquia de Pedrosa en el arciprestazgo de Medina de Pomar del Arzobispado de Burgos.